# Mezinárodní letiště Pchjongjang
Mezinárodní letiště Pchongjang (IATA: FNJ, ICAO: ZKPY) je mezinárodní letiště nedaleko hlavního města Pchjongjangu v Severní Koreji. Leží 24 kilometrů od centra města. Je to hlavní letiště pro Air Koryo, největší severokorejské aerolinky.